# Divize B 1998/1999
V soubojích 34. ročníku České divize B 1998/99 se utkalo 16 týmů dvoukolovým systémem podzim–jaro. Tento ročník začal v srpnu 1998 a skončil v červnu 1999. 

## Kluby podle přeborů
- Severočeský (8): FK Český lev Neštěmice, FK Tatran Kadaň, SK Štětí, SK Roudnice nad Labem, Chemopetrol Litvínov, FK Litoměřice, AC Žatec, SK Bělá pod Bezdězem
- Středočeský (3): SK Kladno, SK Rakovník,  FC Slavoj Kladno
- Pražský (3): FC Střížkov Praha 9, FC Patenidis Motorlet Praha, TJ ČZU Praha
- Západočeský (1): TJ Karlovy Vary-Dvory,

## Výsledná tabulka
| Poř. | Tým                         | Z  | V  | R  | P  | VG | OG | B  |
| ---- | --------------------------- | -- | -- | -- | -- | -- | -- | -- |
| 1.   | TJ Karlovy Vary-Dvory       | 28 | 19 | 6  | 3  | 69 | 24 | 63 |
| 2.   | FC Střížkov Praha 9         | 28 | 17 | 9  | 2  | 50 | 17 | 60 |
| 3.   | SK Kladno                   | 28 | 17 | 7  | 4  | 61 | 23 | 58 |
| 4.   | FK Český lev Neštěmice      | 28 | 11 | 8  | 9  | 42 | 46 | 41 |
| 5.   | FC Patenidis Motorlet Praha | 28 | 11 | 5  | 12 | 48 | 44 | 38 |
| 6.   | TJ ČZU Praha                | 28 | 11 | 5  | 12 | 37 | 37 | 38 |
| 7.   | FK Tatran Kadaň             | 28 | 10 | 7  | 11 | 39 | 46 | 37 |
| 8.   | SK Štětí                    | 28 | 8  | 11 | 9  | 32 | 31 | 35 |
| 9.   | SK Roudnice nad Labem       | 28 | 8  | 11 | 9  | 42 | 46 | 35 |
| 10.  | SK Rakovník                 | 28 | 7  | 9  | 12 | 39 | 46 | 30 |
| 11.  | Chemopetrol Litvínov        | 28 | 8  | 6  | 14 | 46 | 55 | 30 |
| 12.  | FK Litoměřice               | 28 | 8  | 6  | 14 | 39 | 48 | 30 |
| 13.  | AC Žatec                    | 28 | 8  | 6  | 14 | 43 | 60 | 30 |
| 14.  | SK Bělá pod Bezdězem        | 28 | 7  | 8  | 13 | 39 | 57 | 29 |
| 15.  | FC Slavoj Kladno            | 28 | 6  | 4  | 18 | 23 | 69 | 22 |

Tým FK Libočany odstoupil ze soutěže.
Poznámky:
- Z = Odehrané zápasy; V = Vítězství; R = Remízy; P = Prohry; VG = Vstřelené góly; OG = Obdržené góly; B = Body
- O pořadí klubů se stejným počtem bodů rozhodly vzájemné zápasy.

|  | Postup do ČFL 1999/00                           |
|  | Sestup do příslušného krajského přeboru 1999/00 |